# كابال (لعبة فيديو)
كابال (بالإنجليزية: Cabal)‏، هي لعبة فيديو يابانية من إنتاج وتطوير تاد، ونشرها عدة شركات، ومنها كابكوم وتايتو، صدرت اللعبة في الأسواق سنة 1988، وتعمل على عدة أنظمة الحاسوب، ومنها نينتندو إنترتينمنت سيستم وأميغا.